# Zhongxing 22
Zhongxing 22 (Feng Huo 1,  Chinastar 22) – chiński wojskowy satelita telekomunikacyjny. Umieszczony na orbicie geostacjonarnej, nad południkiem 98°E (dryf 0,005°W/dobę), jest prawdopodobnie ulepszoną wersją statku DFH-3. Nazwa satelity znaczy chińska gwiazda.

## Opis misji
W maju 1999 pismo „Aviation Week” doniosło o nowym chińskim satelicie łącznościowym mającym zostać wystrzelonym przez rakietę CZ-3A pod koniec roku 1999. Oficjalne źródła chińskie podają, że jest to cywilny satelita telekomunikacyjny. Jednak media zachodnie podają, że amerykański wywiad wojskowy (Defense Intelligence Agency) identyfikuje go jako Feng Huo 1. Fenghuo, nazwa starożytnej metody porozumiewania się używanej przez chińską armię za czasów Wielkiego Muru, sugeruje militarne przeznaczenie statku. Uważa się, że przy jego budowie użyto technologii zawartych w europejsko-chińskim satelicie Sinosat. Zespół satelitów tego typu ma stworzyć sieć komunikacji i dowodzenia dla chińskich sił zbrojnych – Qu Dian. Zhongxing 22 rozpoczął budowę tej sieci. Swoją budową prawdopodobnie przypomina statki typu DFH-3.